# استوارت آیلند فلایتز
استوارت آیلند فلایتز (به انگلیسی: Stewart Island Flights) یک شرکت هواپیمایی است که در تاریخ ۲۰۰۰ میلادی تأسیس شده است.
دفتر مرکزی استوارت آیلند فلایتز در اینورکارگیل، نیوزیلند واقع شده‌است و به ۲ مقصد، پرواز مستقیم انجام می‌دهد.